# أكاديمية لفيف الوطنية للموسيقى
أكاديمية لفيف الوطنية للموسيقى مؤسسة تعليم عالي أوكرانية، (بالأوكرانية: Льві́вська націона́льна музи́чна акаде́мія і́мені Мико́ли Ли́сенка) هي جامعة تقع في لفيف أوبلاست، أوكرانيا. تأسست هذه الجامعة في سنة 1853